# 谭豆花
谭豆花是位於中華人民共和國四川省成都市的一家豆花連鎖店，於1940年代初开业。創始人為谭玉光。谭玉光一開始在成都鹽市口安乐市开设一摊担，以经营酸辣豆花和豆花面为主。後來谭玉光在鹽市口开店经营。20世纪50年代后期，谭豆花公私合营，受成都市饮食公司管轄。1956年，谭豆花由政府认定為“成都八大名小吃”。其主营的豆花面、酸辣豆花，在1992年被成都市人民政府授予“成都名小吃”称号。1995年，被中华人民共和国对外贸易经济合作部授予中华老字号名店。20世纪90年代后期，因盐市口改造，谭豆花搬遷，後來又搬遷至四川省歌舞剧院对面。谭豆花又重新回归谭家人掌控，並更名為小谭豆花，并在西大街、太升南路、西月城街开有分店。